# Olena Žeržerunova
Olena Vasylivna Žeržerunova (in ucraino Олена Василівна Жержерунова?; Shakter, 25 maggio 1978) è un'ex cestista ucraina.
Alta 191 cm, giocava come ala-pivot.

## Carriera
Nel 2010-11 ha giocato nel Club Atletico Faenza, sua prima formazione italiana, proveniente dalla formazione ungherese del Szeviep Szeged, con la quale aveva disputato l'Eurolega.
A metà del campionato, nella sessione invernale del mercato, è stata però tagliata dalla formazione romagnola.
Con l'Ucraina ha disputato tre edizioni dei Campionati europei (1997, 2003, 2009).